# Fußball-Weltmeisterschaft 1930/Argentinien
Dieser Artikel behandelt die Argentinische Fußballnationalmannschaft bei der Fußball-Weltmeisterschaft 1930.

## Qualifikation
Es gab keine Qualifikation, da Uruguay die Teilnehmer persönlich einlud.

## Aufgebot
| Name                                       | Damaliger Verein                           | Geburtsdatum  | Sp.      | Tore     | Platzverw. |
| Torhüter                                   | Torhüter                                   | Torhüter      | Torhüter | Torhüter | Torhüter   |
| ------------------------------------------ | ------------------------------------------ | ------------- | -------- | -------- | ---------- |
| Ángel Bossio 1                             | CA Talleres                                | 5. Mai 1905   | 3        | 0        | 0          |
| Juan Botasso                               | Quilmes AC                                 | 23. Okt. 1908 | 2        | 0        | 0          |
| Abwehr                                     |                                            |               |          |          |            |
| Alberto Chividini                          | Central Norte Tucumán                      | 23. Feb. 1907 | 1        | 0        | 0          |
| José Della Torre                           | Racing Club                                | 23. März 1906 | 5        | 0        | 0          |
| Ramón Muttis                               | Boca Juniors                               | 12. März 1899 | 1        | 0        | 0          |
| Rodolfo Orlandini                          | Sportivo Buenos Aires                      | 1905          | 3        | 0        | 0          |
| Fernando Paternóster                       | Racing Club                                | 24. Mai 1903  | 4        | 0        | 0          |
| Natalio Perinetti                          | Racing Club                                | 28. Dez. 1900 | 1        | 0        | 0          |
| Adolfo Zumelzú                             | Sportivo Palermo                           | 5. Jan. 1902  | 1        | 2        | 0          |
| Mittelfeld                                 |                                            |               |          |          |            |
| Roberto Cherro                             | Boca Juniors                               | 23. Feb. 1907 | 1        | 0        | 0          |
| Juan Evaristo                              | Sportivo Palermo                           | 20. Juni 1902 | 4        | 0        | 0          |
| Luis Monti                                 | CA San Lorenzo de Almagro                  | 15. Mai 1901  | 4        | 2        | 0          |
| Edmundo Piaggio                            | CA Lanús                                   | 3. Okt. 1905  | 0        | 0        | 0          |
| Alejandro Scopelli                         | Estudiantes de La Plata                    | 12. Mai 1908  | 1        | 1        | 0          |
| Pedro Suárez                               | Boca Juniors                               | 5. Juni 1908  | 2        | 0        | 0          |
| Angriff                                    |                                            |               |          |          |            |
| Attilio Demaría                            | Estudiantes Porteño                        | 19. März 1909 | 1        | 0        | 0          |
| Marino Evaristo                            | Boca Juniors                               | 10. Dez. 1908 | 4        | 1        | 0          |
| Manuel Ferreira 1                          | Estudiantes de La Plata                    | 22. Okt. 1905 | 4        | 0        | 0          |
| Carlos Peucelle                            | Sportivo Buenos Aires                      | 13. Sep. 1908 | 4        | 3        | 0          |
| Carlos Spadaro                             | CA Lanús                                   | 5. Feb. 1902  | 1        | 0        | 0          |
| Guillermo Stábile                          | Club Atlético Huracán                      | 17. Jan. 1906 | 4        | 8        | 0          |
| Francisco Varallo                          | Gimnasia y Esgrima La Plata                | 5. Feb. 1910  | 4        | 1        | 0          |
| Trainer                                    |                                            |               |          |          |            |
| Francisco Olazar                           | Francisco Olazar                           | 10. Juli 1885 |          |          |            |
| Juan José Tramutola (Technischer Direktor) | Juan José Tramutola (Technischer Direktor) | 21. Aug. 1902 |          |          |            |

## Spiele

### Vorrunde
| Pl. | Land        | Sp. | S | U | N | Tore    | Diff. | Punkte |
| --- | ----------- | --- | - | - | - | ------- | ----- | ------ |
| 1.  | Argentinien | 3   | 3 | 0 | 0 | 010:400 | +6    | 06:0   |
| 2.  | Chile       | 3   | 2 | 0 | 1 | 005:300 | +2    | 04:20  |
| 3.  | Frankreich  | 3   | 1 | 0 | 2 | 004:300 | +1    | 02:40  |
| 4.  | Mexiko      | 3   | 0 | 0 | 3 | 004:130 | −9    | 0:60   |

|                                                                |   |            |           |
| Di., 15. Juli 1930 um 16:00 Uhr im Estadio Gran Parque Central |   |            |           |
| Argentinien                                                    | – | Frankreich | 1:0 (0:0) |
| Sa., 19. Juli 1930 um 15:00 Uhr im Estadio Centenario          |   |            |           |
| Argentinien                                                    | – | Mexiko     | 6:3 (3:1) |
| Di., 22. Juli 1930 um 14:45 Uhr im Estadio Centenario          |   |            |           |
| Argentinien                                                    | – | Chile      | 3:1 (2:1) |

In Gruppe 1 setzte sich erwartungsgemäß der Favorit Argentinien durch. Als in der zweiten Partie der Gruppe die Favoriten Argentinien und Frankreich aufeinandertrafen, waren 25.000 Besucher im Stadion. Das 1:0-Siegtor für Argentinien besorgte Mittelläufer Monti per direktem Freistoß. Argentiniens Chierro erlitt nach dem Spiel gegen Frankreich vor Freude einen Nervenschock und konnte in dem Turnier danach nicht mehr eingesetzt werden. Schiri John Langenus aus Belgien pfiff zudem die Begegnung sechs Minuten zu früh ab. Nach heftigen Protesten ließ er die verlorene Zeit nachspielen. Einige Spieler waren bereits unter der Dusche, mussten aber nochmals auflaufen. Gegen Mexiko schoss sich Argentinien beim 6:3-Sieg vor dem entscheidenden Match gegen Chile ein. Der spätere Torschützenkönig des Turniers, Guillermo Stábile, hatte schon gegen Mexiko dreimal getroffen. Gegen Chile besorgte er zwei Treffer des 3:1-Erfolges, der den Gruppensieg bedeutete. Damit qualifizierte sich Argentinien für das Halbfinale.

### Halbfinale
|                                                       |   |                    |           |
| Sa., 26. Juli 1930 um 14:45 Uhr im Estadio Centenario |   |                    |           |
| Argentinien                                           | – | Vereinigte Staaten | 6:1 (1:0) |

Im ersten Halbfinalspiel trafen Argentinien und die USA aufeinander. Der hohe Favorit tat sich in der 1. Hälfte noch recht schwer. Außenläufer Monti hatte Argentinien zwar mit 1:0 (20.) in Führung gebracht, doch erst nach dem Wechsel wirbelten die Gauchos die US-Amerikaner richtig durcheinander. Fünf Treffer schlugen im Tor von US-Keeper Douglas ein (Scopelli 56., Stábile 69. und 87., sowie Peucelle 80. und 85). Erst eine Minute vor dem Abpfiff gelang den Amerikanern der Ehrentreffer durch Jim Brown.

### Finale
|                                                       |   |             |           |
| Mi., 30. Juli 1930 um 15:30 Uhr im Estadio Centenario |   |             |           |
| Uruguay                                               | – | Argentinien | 4:2 (1:2) |

Die Favoriten Uruguay und Argentinien standen – wie erwartet – im Finale. Die Gäste hatten den besseren Start, spielten überlegen, doch die Führung erzielte Uruguay nach einem Konter über Scarone, dessen Vorlage Dorado zum 1:0 einnetzte. Argentinien ließ nicht locker und rettete nach Toren von Peucelle (20.) und Stábile (37.) einen 2:1-Vorsprung in die Halbzeit. Im zweiten Durchgang gewann das Mittelfeldspiel der Gastgeber, vorgetragen durch Andrade, Gestido und Scarone die Oberhand. Der Ausgleich durch Cea (57.) fiel allerdings erst nach einer knappen Stunde. Uruguay drückte weiter und erzwang durch Iriarte (68.) und Castro (90.) die umjubelten Siegtreffer.